# باشگاه فوتبال کراولی تاون
باشگاه فوتبال کراولی تاون (به انگلیسی: Crawley Town Football Club) یک باشگاه فوتبال در شهر کراولی، انگلستان، کشور انگلستان است که در سال ۱۸۹۶ میلادی تأسیس شده‌است. در خرداد ماه سال 1398 آرین مجلل مهر بازیکن ایرانی این تیم توسط فرهاد مجیدی برای اولین بار به تیم ملی فوتبال امید ایران دعوت شد.